# Sinàfrids
Els sinàfrids (Synaphridae) són una petita família d'aranyes araneomorfes. Fou descrita per primer cop per Jörg Wunderlich el 1986.

## Sistemàtica
Segons el World Spider Catalog amb data de 13 de gener de 2019, aquesta família té reconeguts 3 gèneres i 13 espècies; 11 de les quals són del gènere Synaphris. El 21 de juliol de 2005 i hi havia reconeguts 2 gèneres i 9 espècies; s'ha afegit el gènere Africepheia, descrit per Miller el 2007.
Amb la informació recollida fins al 21 de juliol de 2005, aquesta família té 2 gèneres i 9 espècies. Són pròpies del Sud d'Europa i alguna zona propera més (Illes Canàries, Turkmenistan).
- Africepheia Miller, 2007
  - Africepheia madagascariensis Miller, 2007 (Madagascar)

- Cepheia Simon, 1894
  - Cepheia longiseta (Simon, 1881) (Sud-est d'Europa)

- Synaphris Simon, 1894
  - Synaphris agaetensis Wunderlich, 1987 (Illes Canàries)
  - Synaphris calerensis Wunderlich, 1987 (Illes Canàries)
  - Synaphris dalmatensis Wunderlich, 1980 (Croàcia)
  - Synaphris franzi Wunderlich, 1987 (Illes Canàries)
  - Synaphris lehtineni Marusik, Gnelitsa & Kovblyuk, 2005 (Ucraïna)
  - Synaphris letourneuxi (Simon, 1884) (Egipte)
  - Synaphris orientalis Marusik & Lehtinen, 2003 (Turkmenistan)
  - Synaphris saphrynis Lopardo i cols., 2007 (Espanya)
  - Synaphris schlingeri Miller, 2007 (Madagascar)
  - Synaphris toliara Miller, 2007 (Madagascar)
  - Synaphris wunderlichi Marusik & Zonstein, 2011 (Israel)

### Fòssils
Segons el World Spider Catalog versió 19.0 (2018), existeixen el següent gènere fòssil:
- †Iardinidis Wunderlich 2004

### Superfamília
Els sinàfrids havien format part de la superfamília dels araneoïdeus (Araneoidea), al costat de tretze famílies més entre les quals cal destacar pel seu nombre d'espècies: linífids, aranèids, terídids, tetragnàtids i nestícids. Les aranyes, tradicionalment, havien estat classificades en famílies que van ser agrupades en superfamílies. Quan es van aplicar anàlisis més rigorosos, com la cladística, es va fer evident que la major part de les principals agrupacions utilitzades durant el segle XX no eren compatibles amb les noves dades. Actualment, els llistats d'aranyes, com ara el World Spider Catalog, ja ignoren la classificació de superfamílies.